# Drei Hasen (Michelstadt)

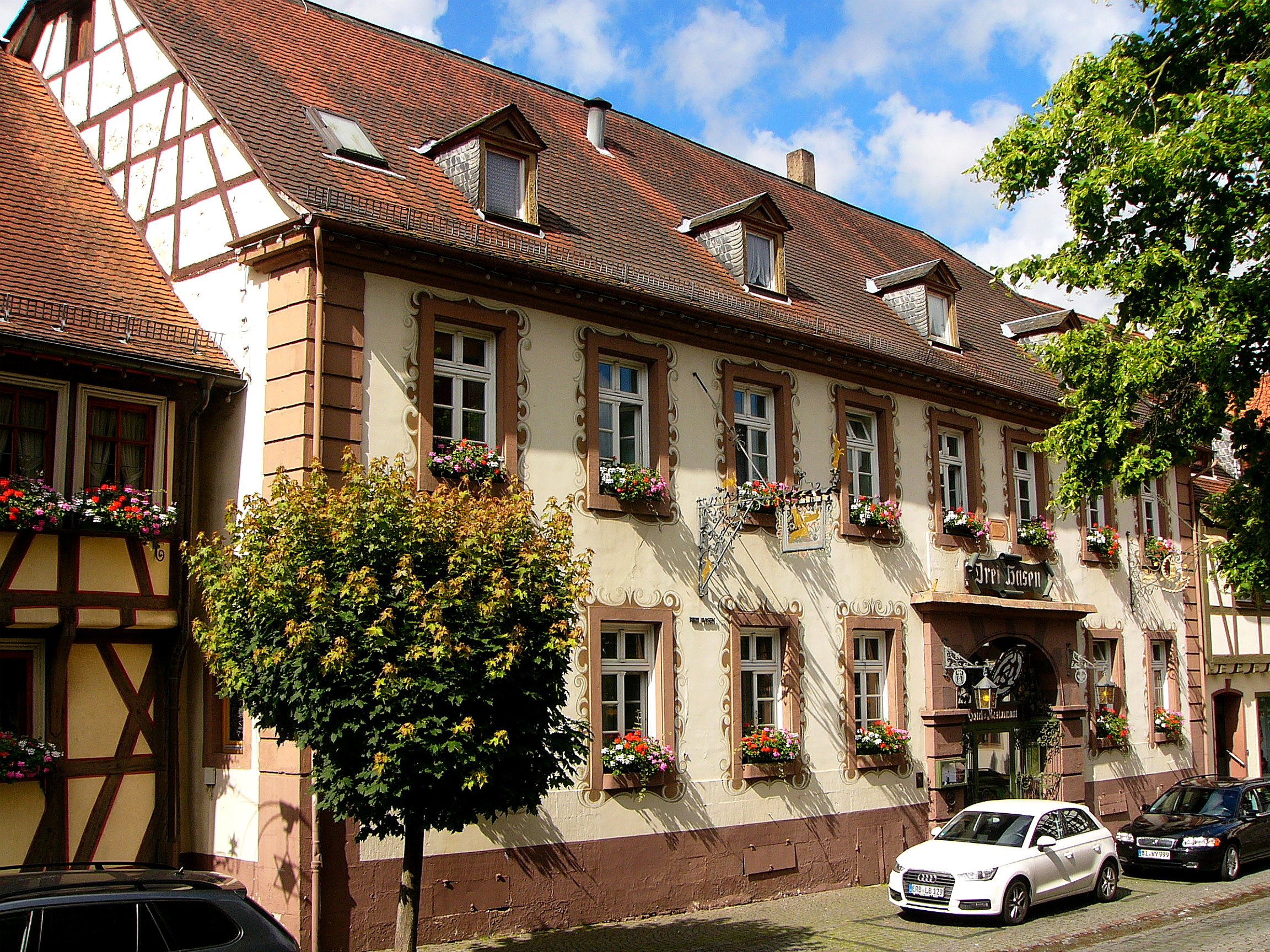
Drei Hasen, das Gebäude errichtet 1813. Seit 1880 Gasthaus unter diesem Namen, heute Hotel und Restaurant. Haus Braunstraße 5, links am Rand angeschnitten Braunstraße 7

Die Drei Hasen sind ein heutiges Hotel und Restaurant in Michelstadt im Odenwald. Das Gasthaus ist eines der beiden ältesten bestehenden in der Stadt, nur die Gastwirtschaft Zum Grünen Baum ist etwa gleich alt. Die Drei Hasen bestehen unter diesem Namen sicher spätestens seit 1685, eventuell noch etwas früher. Der Betrieb wechselte 1879/80 in das heutige Gebäude. Sowohl das ursprüngliche Haus der Drei Hasen, Braunstraße 1, als auch die heutigen Gebäude, Braunstraße 5 und 7, sind als Einzeldenkmale denkmalgeschützt. Unter diesen Gebäuden befindet sich auch das älteste noch stehende Fachwerkhaus in Michelstadt. Die Geschichte der Drei Hasen ist untrennbar mit der Geschichte der Gebäude verbunden und umgekehrt.

## Geschichte bis 1879 (Braunstraße 1)

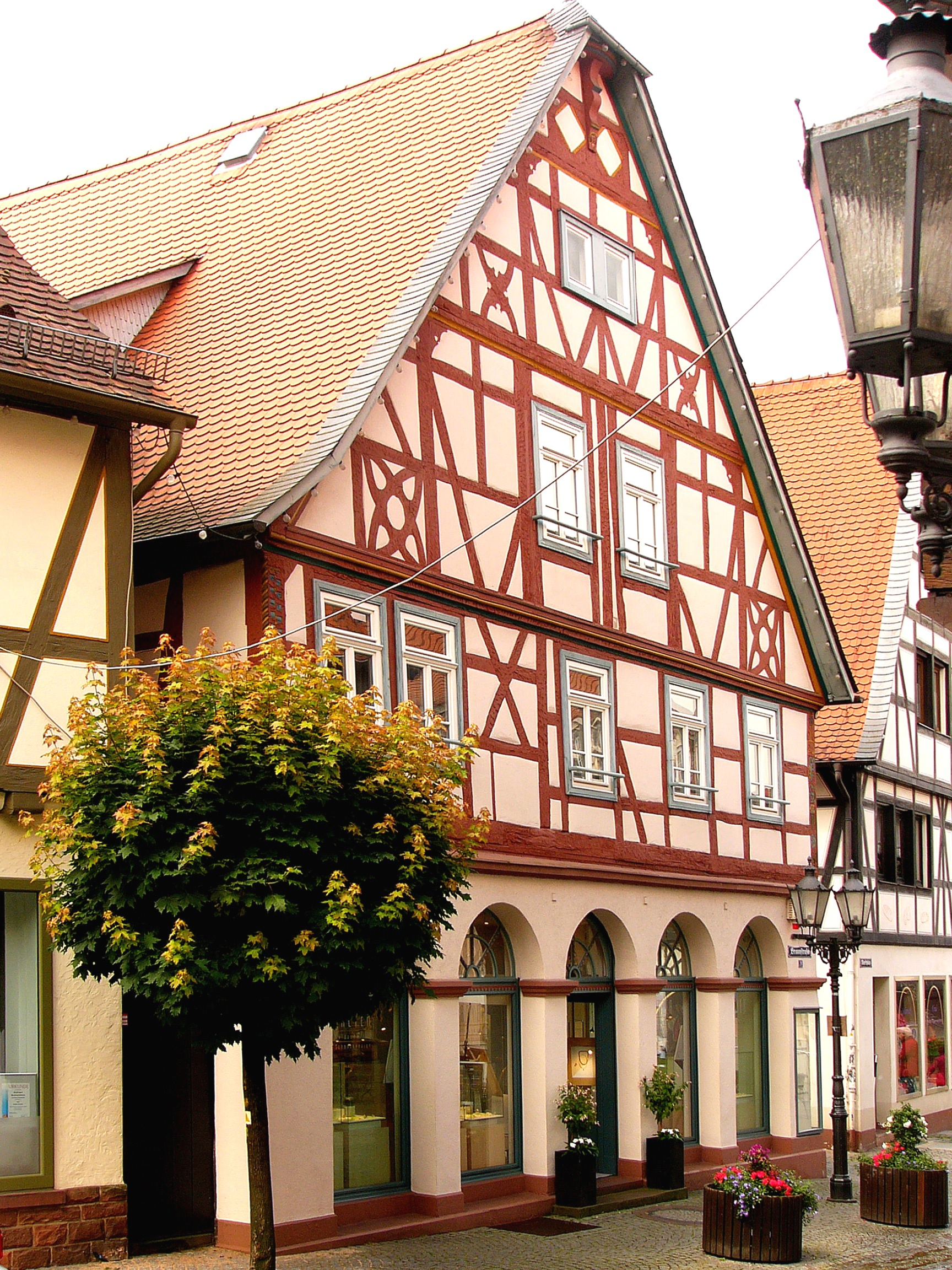
Haus Braunstraße 1 / Ecke Häfnergasse, von etwa 1685 bis 1879 Gasthaus Drei Hasen

Die urkundliche Ersterwähnung der Drei Hasen stammt aus dem Kirchenbuch der Evangelischen Kirchengemeinde Michelstadt. Am 9. April 1692 starb Johannes Schrader (auch Schröder). Der Sterbeeintrag vermerkt ihn als Bürger und Gastgeber zu den 3 Hasen. Schrader stammte ursprünglich aus dem Braunschweiger Land und ließ sich später in Michelstadt nieder, Bürgerrechte erhielt er 1677. Das damalige Gasthaus Drei Hasen entstand nach dem Erwerb des heute noch bestehenden Gebäudes Braunstraße 1 / Ecke Häfnergasse durch Schrader im März 1685. Der Kaufpreis betrug 700 Gulden. Noch 1685 oder kurz danach wird es als Gasthaus eingerichtet worden sein. Das Symbol der Drei Hasen brachte Schrader aus Norddeutschland mit, eventuell kannte er es sogar direkt von einem der bekanntesten Beispiele dieses Symbols, des Drei-Hasen-Fensters am Paderborner Dom. Seine Witwe lebte nach seinem Tod mit ihren Kindern und deren Ehegatten in einem dazugehörigen Hinterhaus, behielten aber auch das Gasthaus bis 1708. Die Gastwirtschaft selbst wurde von Johann Christian Vietor (1653–1705) weitergeführt, denn er wird 1705 in seinem eigenen Sterbebucheintrag, er starb am 30. Dezember 1705, als „Wirth in den 3 Haasen“ bezeichnet. Dessen Ehefrau, Anne Cordula Vietor, heiratete erneut, Hans (auch Johannes) Peter Ehrhard (1676–1752), der das Gasthaus ab der Eheschließung 1706 weiterführte. Erst 1708 allerdings gingen die Gebäude von den Schraderschen Erben durch Kauf in das Eigentum der Vietorschen Erben über. Ehrhard blieb bis zu seinem Tod 1752 der dritte Wirt der Drei Hasen. Dessen Tochter Anna Maria heiratete 1749 Johann Christian Lang, seinerseits bereits Gastwirtssohn des Inhabers des Gasthauses Sonne, nur wenige Häuser entfernt von den Drei Hasen. Mit dem Übergang in die Familie Lang begann eine neue Ära. Außer Johann Christian Lang wurden die Drei Hasen im alten Gebäude über mehr als 200 Jahre noch von drei weiteren Mitgliedern der Familie Lang geführt. Es ist nicht genau bekannt, ab wann auch eigenes Bier gebraut wurde, mit Sicherheit aber erst nach 1824. In der Neujahrsnacht 1879/80 wurde der Sitz der Drei Hasen von der Braunstraße 1 in das ungleich größere und geeignetere Gebäude Braunstraße 5 verlegt.
Das Gebäude Braunstraße 1 selbst wurde etwa von 1590 bis 1620 errichtet., die Nordseite des Hauses liegt direkt gegenüber der Südseite des Historischen Rathauses. Es handelt sich um ein „für Odenwälder Verhältnisse bedeutendes Fachwerkhaus“. Das Untergeschoss wurde ab 1920 umgestaltet. Da die Gastwirtsstube bereits lange nicht mehr nötig war, wurde ab dem Verkauf 1920 ein Ladengeschäft dort eingerichtet. Alle Geschosse bestehen aus Fachwerk, lediglich im unteren Geschoss wurde im vorderen Teil, zum Rathaus hin, das Fachwerk durch Arkaden ersetzt. Das rote Fachwerk ist reich verziert, es enthält sog. Türkenkreuze und andere Zierelemente. Wichtig sind die Schnitzereien an den beiden Eckständern im ersten Obergeschoss. Es handelt sich um geschnitzte Symbole für Wünsche um Segen, sowohl für das Haus als auch für die Bewohner, ganz oben im Giebel befindet sich ein sog. Neidkopf. Das Haus ist mit einem Krüppelwalmdach gedeckt. Nach der Übersiedelung der Drei Hasen in die neuen Gebäude verkaufte die letzte Erbin der Familie Lang, Magdalena (auch Magdalene) Lang (1863–1926), im Juni 1920 das Gebäude. Es folgten, neben der Änderung im Untergeschoss, noch verschiedene Eigentümerwechsel. Das Fachwerk wurde, bis auf das Erdgeschoss hinter den Arkaden, 1967 vom Verputz bzw. Verschindelung freigelegt.

## 1880 bis heute (Braunstraße 5 und 7)

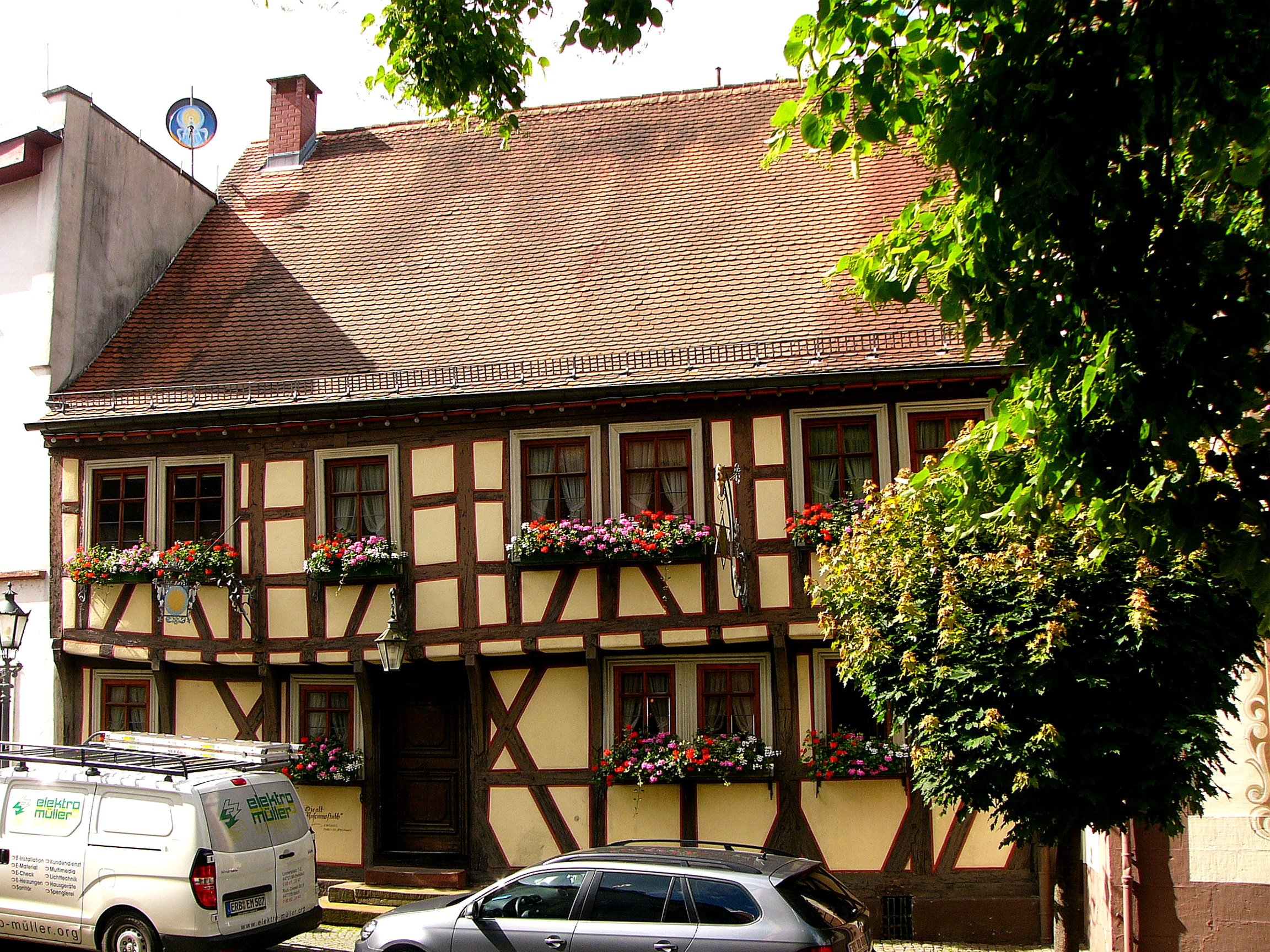
Haus Braunstraße 7, ältestes noch stehendes Fachwerkhaus der Stadt, heute Teil der Drei Hasen

Das heutige Hauptgebäude der Drei Hasen, Braunstraße 5, wurde 1813 auf dem Grundstück eines Vorgängerbaus, wohl aus dem späten 17. Jahrhundert, nach dem Abriss 1812 errichtet. Der Erbauer und Eigentümer des 1813 fertiggestellten Gebäudes war Johann Friedrich Glenz. Glenz war Bierbrauer, weshalb das Gebäude das für Brauereien so typische große Hoftor hat.
Das Gebäude Braunstraße 5 ist, selten für die Michelstädter Altstadt als auch die Erbauungszeit dort, es wurde nach wie vor überwiegend in Fachwerk gebaut, bis auf das Dachgeschoss aus Stein errichtet. Es ist ein siebenachsiges Gebäude, wobei die Achse über dem Tor trotz der beiden Fenster oben nur als eine Achse zählt. Der Mittelpunkt des Gebäudes mit dem großen Tor ist um eine Achse nach Westen versetzt, so dass die Gebäudefront nicht ganz symmetrisch ist. Zu beiden Seiten wird das Gebäude von kräftigen, gequaderten Lisenen begrenzt. Das Hoftor wurde, nach Aufgabe der Brauerei, 1968 zum heutigen Eingang umgebaut, da eine Funktion als Durchfahrt nicht mehr benötigt wurde. Zwischen den beiden Fenstern über dem Tor befindet sich ein kleiner Gedenkstein mit der Jahreszahl der Erbauung 1813.
Glenz richtete im eigens dafür konstruierten Gebäude seine Brauerei nebst angeschlossener Gastwirtschaft Zum Odenwald ein. Dessen Sohn Georg Friedrich Glenz verkaufte das Anwesen 1858 an den Inhaber der Drei Hasen aus der Familie Lang, Johann Christian Lang III. (1824–1884), Gasthaus und Brauerei Zum Odenwald bestanden aber weiter bis 1879. In der Neujahrsnacht 1879/80 wurde der Betrieb der Drei Hasen in dieses Gebäude verlegt und entsprechend umbenannt. Das alte Wirtshausschild mit der Darstellung der Drei Hasen ist noch das alte aus der Braunstraße 1 aus dem letzten Viertel des 17. Jahrhunderts, angefertigt von einem Meister Schmucker. Brauerei und Gastwirtschaft verblieben im Eigentum der Familie Lang bis 1920. Ebenfalls Magdalene Lang (1863–1926) verkaufte das Anwesen wegen Kinderlosigkeit und damit fehlender Nachfolge, im Mai 1920. Es folgten noch zwei Eigentümerwechsel, bis das Haus letztlich ab 1925 in die Familie Müller für drei Generationen kam. Die ältere Tochter des letzten Inhabers aus der Familie Müller, Ernst Müller, ist Cornelia Gröner heutige Eigentümerin und Betreiberin (seit 2003). Ab 1970 wurden im ersten Stock Hotelzimmer eingerichtet, weitere folgten durch Umbau der dahinter gelegenen Scheune ab 1982.
Das Gebäude Braunstraße 7, im Volksmund Preußischer Hof, ist das älteste noch stehende Fachwerkhaus der Stadt. Mittels der Dendrochronologie wurde festgestellt, dass das Holz zumindest für Teile des Hauses, ab dem Jahr 1442 gefällt wurde, eine andere Quelle nennt 1443. Mit der üblichen Trocknungszeit für Eichenholz kann von einer Errichtung des Hauses um 1450 ausgegangen werden. Das Haus hatte eine Reihe an Funktionen, war zunächst im Eigentum der Grafen zu Erbach-Fürstenau bis 1756, davon ab 1678 bis 1708 als Apotheke. Danach wurde es Wohnsitz für gräfliche Bedienstete. Um die Mitte des 18. Jahrhunderts wurde es das Gasthaus Zur Traube, jedenfalls wird es beim Verkauf durch Graf Georg Albrecht zu Erbach-Fürstenau 1756 schon so bezeichnet. Seinen Namen im Volksmund hat es daher, dass in der zweiten Hälfte des 18. Jahrhunderts in diesem Haus ein Werbekommando der preußischen Armee lag, um junge Odenwälder Männer anzuwerben. Ab 1798 bis 1927 befand es sich in verschiedenem Privatbesitz. Die Stadt Michelstadt kaufte das Gebäude 1927, darin wurde das erste Museum der Stadt eingerichtet, bis zum Umzug der Sammlungen in den Speicherbau der Kellerei 1983. Der Preußische Hof ist also die Keimzelle des heutigen Stadtmuseums Michelstadt, weshalb sich an der Frontseite noch der Schriftzug „Museums-Stubb“ befindet. Das leerstehende Gebäude wurde daraufhin 1984 vom damaligen Besitzer der Drei Hasen, Ernst Müller, erworben und dem Hotel angegliedert. Im Erdgeschoss befindet sich `die Museumsstubb` - ein urige Gaststube des Hotels.
An der Vorderseite dieses Gebäudes befinden sich noch zwei Wirtshausschilder, die aber keinen originären Bezug zum ehem. Gasthaus Zur Traube haben. Linkerhand befindet sich ein Schild mit einer aufgemalten Sonne. Es ist das Wirthausschild des ehemaligen Gasthauses Zur Sonne, das Gebäude ist erhalten und befindet sich schräg gegenüber, heute Braunstraße 2/4. Es war ein Zunftgasthaus, weshalb sich neben der Sonne noch einige Zunftzeichen daran befinden, zwei davon von männlichen Figuren gehalten. Das rechte Schild stammt vom ehemaligen Gasthaus Zur Rose, heute Große Gasse 4, das Gebäude existiert ebenfalls noch. Es handelt sich um ein Hexagramm, das aber keinerlei Hinweis auf eine etwa jüdische Herkunft ist. Der sechszackige Stern ist ein sog. Bierzoigl, es deutete beim alten Gasthaus Zur Sonne an, dass selbstgebrautes Bier ausgeschenkt wurde. Das Gasthaus Zur Rose existierte von 1799 bis 1902. Beide Schilder wurden in der Zeit angebracht, als das Gebäude Museum war, sie sind Überbleibsel davon.